# Georg Ehrig
Georg Arthur Ehrig (* 1. Januar 1877 in Dresden; † nach 1935) war ein deutscher Lehrer und Mathematiker.

## Leben und Werk
Er war der Sohn des Klempnermeisters Friedrich Julius Ehrig. Nach dem Besuch der Realschule in Großenhain besuchte er das Schullehrerseminar in Dresden-Friedrichstadt und anschließend die Universität Leipzig, wo er zum Dr. phil. promoviert wurde. Nach einigen Jahren als Hilfslehrer u. a. in Dresden-Löbtau wurde Georg Ehrig 1901 Lehrer für Mathematik an der Königlichen Baugewerkenschule in Leipzig. Er wurde Studienrat und erhielt den Professor-Titel.
Bekannt wurde er für mehrere mathematische Lehrbücher, die er speziell für die Baugewerke verfasste. Er gehörte dem Bund der Freimaurer an.